# Comunitat de municipis Lanvollon - Plouha
La Comunitat de municipis Lanvollon - Plouha (en bretó Kumuniezh kumunioù Bro Lannolon-Plouha) és una estructura intercomunal francesa, situada al departament de les Costes d'Armor a la regió Bretanya, al País de Guingamp. Té una extensió de 193,96 kilòmetres quadrats i una població de 15.319 habitants (2008).

## Composició
Agrupa 15 comunes :
| - Gommenec'h - Goudelin - Lannebert - Lanvollon - Le Faouët - Le Merzer - Pléguien - Plouha | - Pludual - Pommerit-le-Vicomte - Saint-Gilles-les-Bois - Tréguidel - Tréméven - Tressignaux - Trévérec |

## Història
- El 24 de desembre de 1992 és creada la Communauté de communes Lanvollon - Plouha amb el nom de Communauté de Communes du Pays de Lanvollon, succeint al Sivom du Pays de Lanvollon (de 1989).
- En gener de 1999 les comunes de Plouha i de Pludual s'integren a la intercomunalitat.